# لاسینه سینایوکو
لاسینه سینایوکو (انگلیسی: Lassine Sinayoko؛ زادهٔ ۸ دسامبر ۱۹۹۹) بازیکن فوتبال اهل مالی است.
وی همچنین در تیم ملی فوتبال مالی بازی کرده است.